# Beatservice Records
La Beatservice Records è un'etichetta discografica norvegese di musica elettronica. Fondata il 10 ottobre 1994 a Tromsø, Norvegia da Vidar Hanssen, all'epoca DJ presso una radio studentesca per la quale conduceva il programma The Beatservice Radio Show, nel corso degli anni pubblicò numerosi album di diverso genere, dall'ambient minimalista alla house, passando per la techno sperimentale e la drum and bass. Fu molto importante nella seconda metà degli anni novanta nella diffusione della scena musicale elettronica del Paese.
Tra gli artisti della Beatservice figurano Biosphere, Aedena Cycle, Kolar Goi, Flunk, Ralph Myerz, Xploding Plastix, Teebee, Sternklang, Kim Hiorthøy, Howard Maple, Bjørn Torske e Frost.